# Philometra kondai
Philometra kondai är en rundmaskart. Philometra kondai ingår i släktet Philometra och familjen Philometridae. Inga underarter finns listade i Catalogue of Life.